# Contea di Lyon (Kentucky)
La contea di Lyon (in inglese Lyon County) è una contea dello Stato del Kentucky, negli Stati Uniti. La popolazione al censimento del 2000 era di 8 080 abitanti. Il capoluogo di contea è Eddyville.